# Laitue vireuse
Lactuca virosa
Espèce
Classification phylogénétique
La Laitue vireuse ou Laitue sauvage (Lactuca virosa) est une espèce de laitue à feuilles allongées et craquantes, indigeste à maturité, mesurant de 50 à 200 cm.
La Laitue vireuse compte avec le pavot somnifère, la jusquiame ou encore le cannabis, parmi les plantes sédatives, analgésiques, antispasmodiques et psychotropes les plus illustres qui soient connues depuis l'Antiquité.

## Histoire
Autrefois, la lactuca virosa, était considérée comme une plante magique associée à la magie noire.
Le latex recueilli par incision sur la plante a des propriétés hypnotiques et narcotiques. Il fut longtemps soupçonné d'entrer dans la composition des onguents de sorcières.

## Description

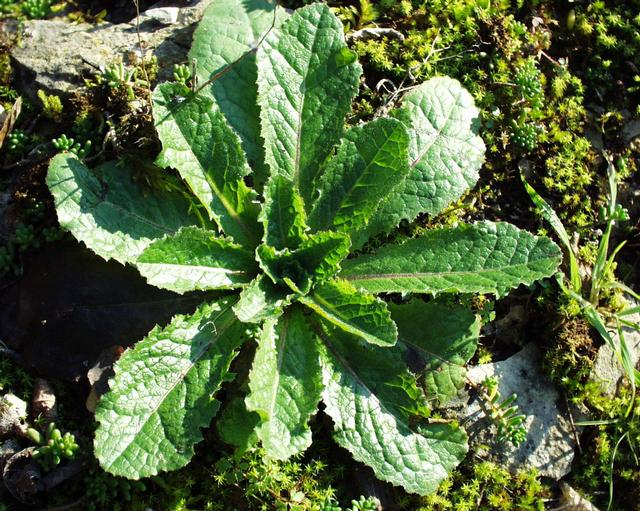
Feuilles formées en rosette.

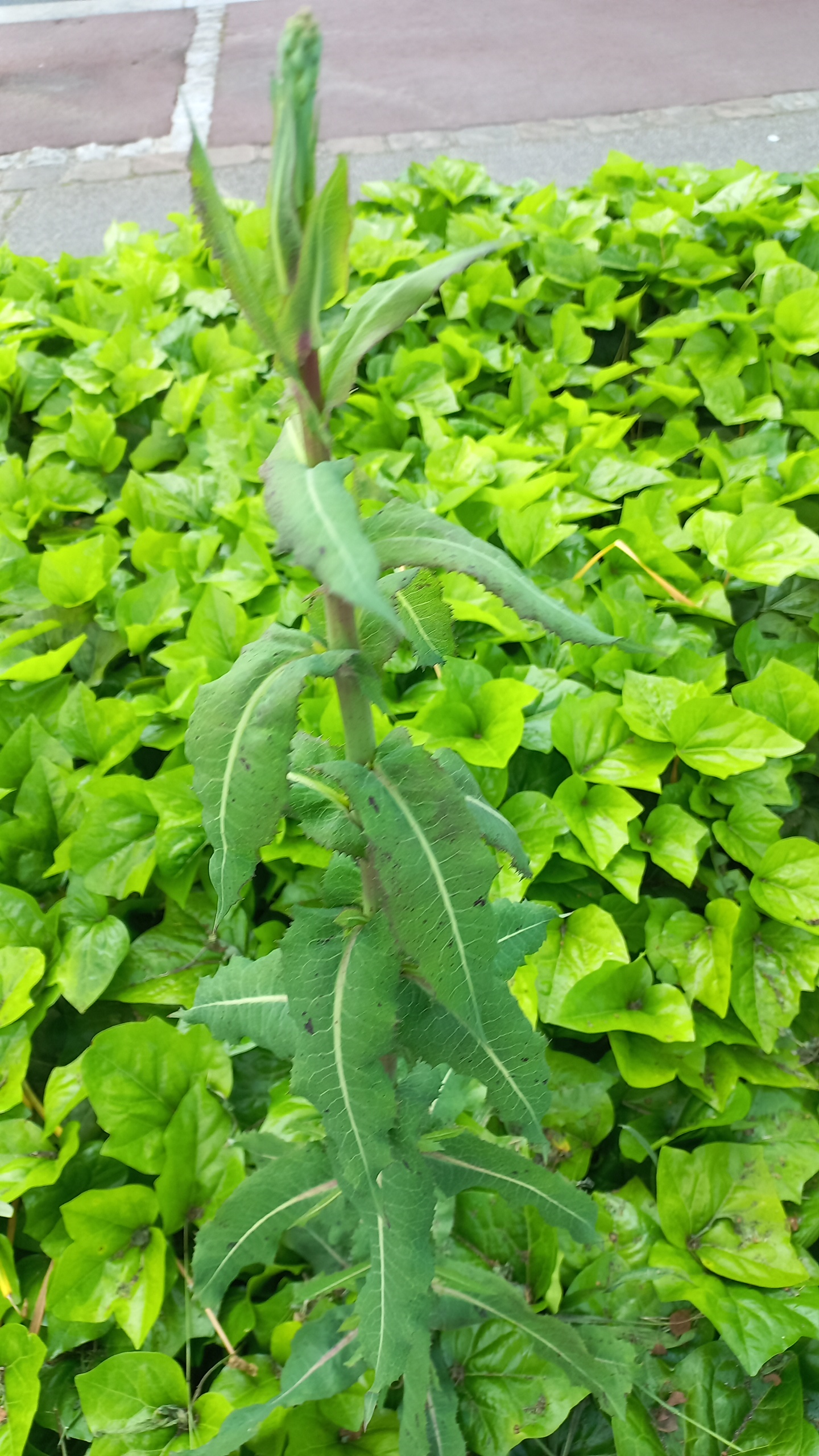
Plante avant floraison

### Appareil végétatif
La plante développe une racine pivotante importante, et une rosette de feuilles de deux formes possibles, généralement entières ou, moins souvent, découpées. Les feuilles sessiles embrassantes, au limbe étalé horizontalement, peuvent être dentées ou sinuées, rarement lobées, épineuses sur les bords et en dessous sur la nervure principale pyramidale,. 
La tige est robuste, hispide, généralement violacée à la base, et porte des épines. Le latex blanc, qui s'écoule de la tige à la moindre blessure, a une odeur peu agréable.

### Appareil reproducteur

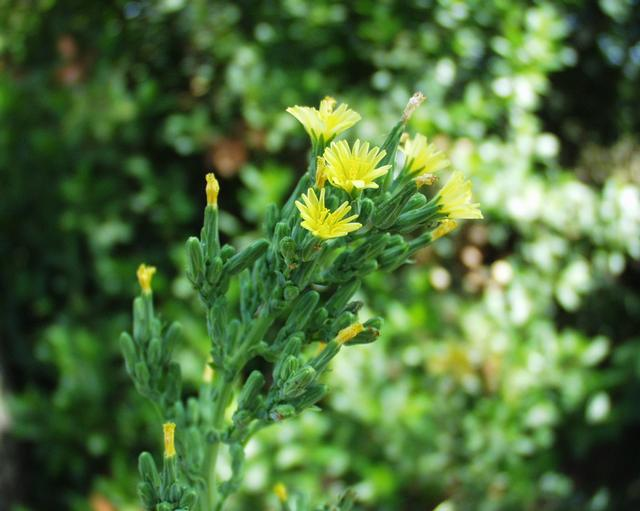
Capitules de la plante.

L'inflorescence est constituée de fleurs jaunes en capitules à bractées lancéolées, glabres.
Les fruits sont des akènes à bords épaissis, sans poils ou à poils peu nombreux au sommet de la partie ovale du fruit. Ils sont dotés au sommet d'une aigrette blanche assurant une dispersion des graines par le vent (anémochorie). À maturité, fruits noirs un peu pourprés.

### Habitat et répartition

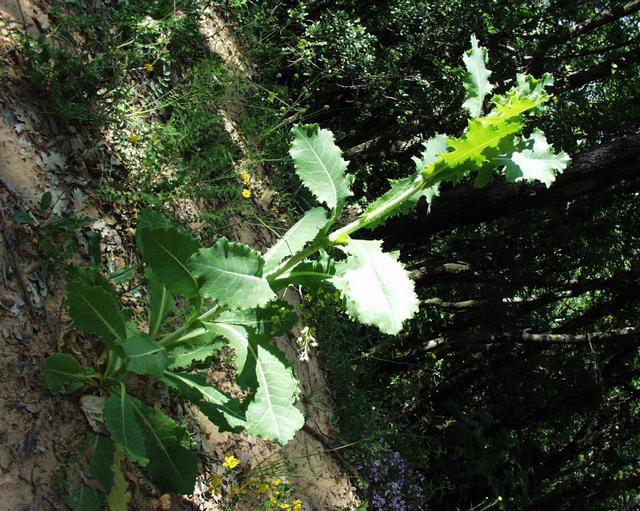
Plante adulte.

Plante bisannuelle originaire du bassin méditerranéen et de l'Amérique du Nord, la laitue vireuse est une adventice. Elle pousse donc dans toute la France dans les lieux incultes, décombres, au bords des routes, jusque dans les champs et les jardins. Elle affectionne les terres riches en azote, ainsi on la retrouve souvent à proximité des décharges sauvages et dans les fermes (les déchets azotés enrichissant le sol), ou dans tout autre lieu susceptible de recevoir un apport en azote.
On peut observer de très grands spécimens, de plus de deux mètres.

## Cycle de développement
Sa période de croissance va de mars (voire février) à septembre, si le temps est propice. Dès que les températures montent, son développement commence. Poussant de mai jusqu'à mi-juillet, elle fleurit jusqu'à mi-août. Puis elle se dessèche, ne laissant qu'une grande tige.

## Confusion possible
Peut être confondue avec Lactuca serriola (la laitue scariole), distincte par les feuilles caulinaires orientées et glabres dessus, par le fruit plus étroit et plus pâle (bords extérieurs brun gris alors que les fruits mûrs de la laitue vireuse sont d'un noir un peu pourpré). Lactuca virosa a ses feuilles supérieures en position horizontale, plutôt lancéolées et légèrement fléchies, contrairement à Lactuca serriola qui elle, les a plus verticales, d'aspect plus rigide et à bords spécifiquement lobés (un peu comme la feuille de chêne). Leurs vertus seraient proches et elles portent toutes deux le nom commun de "laitue sauvage". Il arrive de rencontrer des croisements naturels de ces deux variétés qui peuvent se polliniser mutuellement et présenter alors des caractères de chaque espèce et une même variété pourrait en outre présenter différentes formes selon le climat ou son milieu de vie.
Les feuilles de la laitue vireuse sont d'un vert glauque, ce qui permet de les distinguer de certaines feuilles peu découpées de pissenlit. Leurs nervures médianes portent de petits cils épineux, ce qui permet de les distinguer de laitue vivace.

## Histoire
La plante était sacrée chez les Hébreux et les Romains l'utilisaient contre les irritations de l'estomac (tonique amer, stomachique)[réf. nécessaire]. La laitue vireuse avait aussi la réputation d'être un aphrodisiaque, son suc évoquant notamment depuis la mythologie les laitances humaines, il a pu être utilisé à ces fins en Égypte et en Europe.
Le latex très amer fournit une fois séché une matière brun foncé très amère, le « lactucarium », utilisé au XIXe siècle par les médecins pour remplacer l'opium dans les cures de désintoxications consécutives à l'usage de cette drogue, car ce lactucarium est un sédatif beaucoup moins puissant mais il ne possède pas la toxicité de l'opium. Cette plante a été étudiée de façon approfondie par le Conseil de la Société Pharmaceutique de Grande-Bretagne (Council of the Pharmaceutical Society of Great Britain) en 1911 alors que l'interdiction de l'opium prenait forme (convention internationale de l'opium de 1912 appliquée dès 1915). L'étude a permis la découverte des deux principales substances actives qui sont le lactucérol et la lactucine.
Le lactucarium se fumait ou s'ingérait de la même façon, pouvait pallier la manie du rituel, apporter une certaine sédation comportant des effets secondaires à forte dose (maux de tête) mais ne comblait pas le manque opiacé.
Aux États-Unis, la plante se fera connaître à nouveau dans les années 1970 dans une recherche d'utilisation récréative. Cependant aucune de ces pratiques ne donna cours à un engouement durable.
Actuellement, la médecine n'utilise plus cette plante jugée trop peu efficace. Elle reste accessible en officines spécialisées comme traitement de phytothérapie et en pharmacie sans ordonnance médicale sur commande d'un sirop simple de lactucarium (Codex)[réf. souhaitée]. De plus, de nombreux sites web vantant les propriétés narcotiques de la laitue vireuse la commercialisent sous forme d'infusion, d'herbe séchée, d'encens, de graines ou de latex parfois improprement nommé résine (lactucarium ou extrait sec).

## Utilisations

### Thérapeutique
Le suc de la laitue vireuse est un latex blanc (laiteux, d'où les laitues tirent leur nom) très amer, un peu semblable à l'opium dans son aspect, son extraction, ses manipulations mais aussi dans l'optique de ses propriétés médicinales : feuilles crues utilisées en grande quantité pour leurs propriétés calmantes, diurétiques, émollientes et laxatives, feuilles en décoction ou feuilles séchées en tisane pour apaiser les palpitations cardiaques, la nervosité et les insomnies.
Le latex séché forme le  lactucarium, dans lequel se retrouvent deux principes actifs concentrés appelés lactucérol et lactucine qui seraient à l'origine des effets principaux et capables de provoquer une somnolence[réf. nécessaire]. Toutes les laitues contiennent ce suc en quantité variable, notamment dans leur tige d'où il est extrait par incision au moment de la floraison. Les laitues cultivées en possèdent elles aussi les propriétés en plus de leur valeur nutritionnelle, étant riches en vitamines et oligoéléments ainsi qu'en fibres.
Le lactucarium est utilisé en homéopathie dans l'insomnie et la bronchite[réf. nécessaire]. On lui attribue aussi des effets sédatifs, analgésiques et expectorants[réf. nécessaire] alors que la médecine ne l'utilise plus que très peu avec un déclin de son exploitation pharmaceutique. Il fut utilisé et étudié jusqu'au milieu du XXe siècle et persiste dans certains domaines de la phytothérapie.
La plante et son suc ont été fréquemment utilisés depuis l'Antiquité et jusqu'au xxe siècle pour soulager et soigner un grand nombre de maux sans présenter de risque[réf. nécessaire]. Ils ont vécu à côté ou ont été remplacés par d'autres remèdes se montrant plus actifs ou spécifiques, et plus particulièrement l'opium qui posa la question d'une limite aux médicaments les plus adaptés ou suffisants. Des usages traditionnels ont encore lieu dans des pays comme l'Égypte où les produits de la plante peuvent être administrés aux enfants en préférence d'autres remèdes plus délicats, notamment comme sédatif nerveux[réf. nécessaire].
Outre les vertus déjà évoquées, la plante se montre aussi faiblement sudorifique, anti-diarrhéique, minéralisante (rafraîchissante, la laitue cultivée possède en outre beaucoup de vitamine C), légèrement hypnotique mais également onirique (favoriserait les rêves), réducteur de l'activité sexuelle[réf. nécessaire] (prolongation de l'acte chez l'homme, modérateur des pulsions[réf. nécessaire]), agit contre la spermatorrhée. Ses similitudes avec l'opium sont donc nombreuses et ont inspiré, mais sans succès mesurable cependant, sa substitution aux narcotiques, notamment pour tenter de lutter contre les dégâts sanitaires provoqués par l'opium avant qu'il ne soit interdit (voir ci-dessus en section Histoire). Mais contrairement à celui-ci, elle est dénuée d'effet constipant et se montre digestive (tonique amère) et astringente, stimulant la digestion tout autant que le moulage des selles[réf. nécessaire]. Elle se différencie aussi par son absence de congestion cérébrale ou encore d'effet euphorisant[réf. nécessaire] relatifs aux opiacés.
Son association avec l'opium a fait partie du Codex médical à la hauteur de deux parts de lactucarium pour une part d'opium. Cette association est utilisée pour adoucir les effets secondaires de l'opium (contre la constipation, effet tonique sur les fonctions vitales) tout en potentialisant ses effets sédatifs (sur la douleur, la toux, les spasmes, la nervosité...)[réf. nécessaire]. Ces proportions permettent de limiter les quantités nécessaires d'opium jusqu'à moitié dans les affections qui y sont sensibles. En composant unique, elle est finalement susceptible d'avoir dans une mesure modérée les mêmes usages thérapeutiques que l'opium sans provoquer d'addiction ni d'effet secondaire opiniâtre ou dangereux[réf. nécessaire] grâce à des modes d'action très différents.

#### Usages de la plante

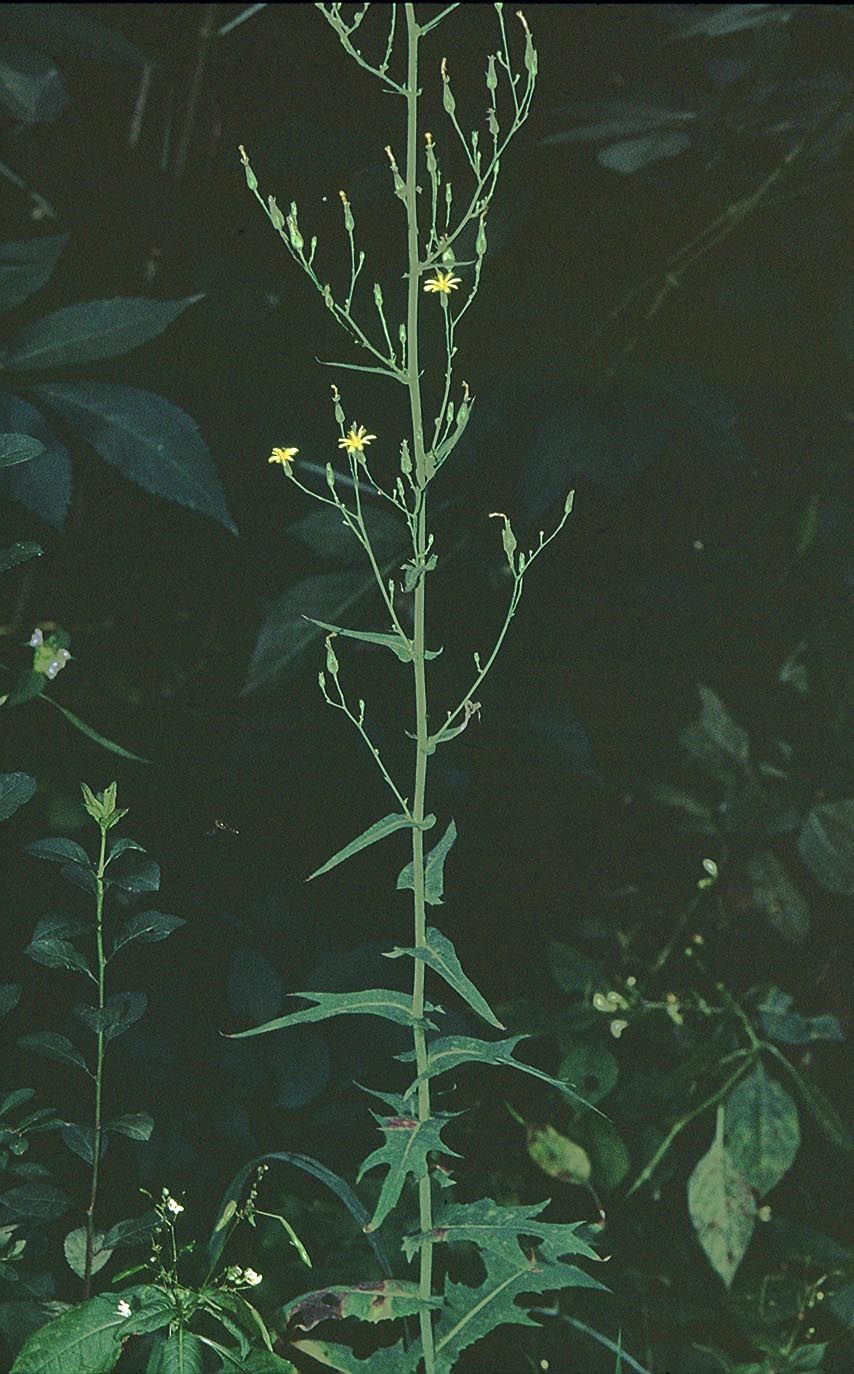
Lactuca quercina.

Ce sont les parties aériennes séchées de la plante qui sont utilisées (préférentiellement les tiges, mais aussi les feuilles moins actives et les sommités en bouton), récoltées autour de la floraison où à la formation des graines quand la plante est à son potentiel maximum. On utilise aussi son lactucarium qui est 10 à 20 fois plus concentré ou encore son extrait sec, ou thridace, qui présente 3 à 5 fois la concentration de la plante. L'un des célèbres lactucariums obtenu par incision et qui vulgarisa ce produit en médecine en 1842, fut mis au point par M. Aubergier qui avait préféré à toutes les autres la laitue quercina (encore appelée lactuca altissima ou laitue gigantesque) pour sa rentabilité et son produit de haute qualité.
La dose thérapeutique courante se situe entre 0.5 à 3 grammes de la plante sèche (soit approximativement une cuillère à café à 1 cuillère à soupe de la plante en morceaux) en infusion ou en courte décoction, et jusqu'à 4 à 6 grammes pour une dose sédative[réf. nécessaire]. Les principes actifs sont très rapidement et totalement dissous dans l'eau chaude. Ils sont aussi très vite absorbés par digestion. De fortes doses à partir de 4 grammes sont susceptibles d'altérer la vigilance et de créer une somnolence passagère[réf. nécessaire]. Les doses faibles à modérées peuvent être répétées au besoin toutes les 4 heures. Une prescription standard haute faite par un médecin pouvait être de 300 mg de lactucarium ou d'une préparation équivalente 3 fois par jour.
Un éventuel surdosage se manifeste au-delà de 6 à 8 grammes de la plante par des signes accrus de somnolence qui ont été comparés à ceux des narcotiques et des hypnotiques, l'effet potentiel est donc relativement important. Des doses plus hautes entraînent des effets secondaires avec des sensations toxiques comme le mal de crâne et une agitation paradoxale à l'engourdissement. Dans des optiques psychiatriques mais aussi dans la substitution dans le soin de la toxicomanie[réf. nécessaire], des doses de 1 à 2 grammes de lactucarium ont été envisagées - parfois jusqu'à 3 grammes - en fonction de la réponse aux effets secondaires inconfortables et d'un besoin sédatif particulier. Les succès furent cependant limités pour soigner du puissant opium et par ailleurs la prégnance ou même la gravité des effets ne se montrent pas comparables[réf. nécessaire] à ceux des narcotiques, des anxiolytiques ni même des somnifères utilisés en médecine générale.

### Alimentaire
La plante n'est généralement utilisée qu'à l'état de jeune pousse et se montre amère et coriace dès l'état de rosette. Les racines sont comme les feuilles du centre (les plus tendres) comestibles, mais poêlées pour réduire leur amertume.
Sa cousine, la laitue scariole, plus tendre, porte les noms de laitue de saint Joseph ou encore doucette dans les régions provençales et sur les marchés paysans où sont vendues les jeunes feuilles. Ses pousses sont généralement utilisées en salade mais les feuilles de rosette développée peuvent encore s'utiliser cuites comme les épinards ou en velouté. Les jeunes pousses de laitue vireuse apportent au mesclun un gout très prononcé et s'utilisent en petite quantité à défaut de se montrer écœurantes et de perdre leur vertu apéritive ou digestive. La laitue scariole lui est largement préférée pour son caractère bien moins amer à ce stade précoce de son développement ; elle ne développe que plus tardivement son suc abondant au moment de la montée de la tige. Mais sa saveur puissante se marie parfaitement avec les salades épicées et corsées, comme la roquette niçoise, qui s'adressent aux gourmets avertis.